# Zbieg (film 1960)
Zbieg – polska etiuda filmowa z 1960 roku w reż. Stanisława Jędryki. 

## Opis fabuły
Polska lat 50. XX w. Z więzienia ucieka groźny przestępca, który podczas ucieczki zabija strażnika. Zadanie jego odnalezienia otrzymuje pewien porucznik milicji. Pozostawiając broń (jak sam twierdzi "człowiek powinien się czuć swobodnie") milicjant odnajduje groźnego i uzbrojonego przestępcę tylko przy pomocy własnej inteligencji, doświadczenia i znajomości ludzkiej natury. 

## Role
- Emil Karewicz – porucznik milicji
- Stanisław Libner – szef porucznika
- Wanda Łuczycka – ciocia
- Barbara Rachwalska – żona Rybickiego
- Zbigniew Skowroński – mechanik
- Ryszard Wojciechowski – Rybicki
- Zygmunt Zintel – kelner